# Beau-Fraisier
 (juin 2025).
Si vous disposez d'ouvrages ou d'articles de référence ou si vous connaissez des sites web de qualité traitant du thème abordé ici, merci de compléter l'article en donnant les références utiles à sa vérifiabilité et en les liant à la section « Notes et références ».
Beau-Fraisier est un quartier historique d'Alger situé entre Bouzaréah et Oued Koriche.
Son nom vient probablement des innombrables jardins qu'il abritait. Il a longtemps été habité par des colons qui ont laissé derrière eux de splendides demeures.
Un des vestiges du Beau Fraisier est une ruine d'un « château » nommé Djnan Ben Omar qu'on peut toujours observer dans le frais-vallons.
Le 10 novembre 2001, des pluies diluviennes suivies de coulées de boue ont sévèrement endeuillé le quartier ôtant la vie à plusieurs de ses habitants.